# Mexiko-Trichterohr
Das Mexiko-Trichterohr (Natalus mexicanus) ist ein in Nord- und Mittelamerika verbreitetes Fledertier in der Familie der Trichterohren. Die Population wurde bis in die frühen 2000er Jahre als Unterart des Kleine-Antillen-Trichterohrs (Natalus stramineus) gelistet. Vom Wollhaarigen Trichterohr (Natalus lanatus) kann die Art nur durch kombinierte Vergleiche der morphologischen und genetischen Eigenschaften unterschieden werden. Das Typusexemplar stammt von der Halbinsel Niederkalifornien.

## Merkmale
Mit einer Unterarmlänge von 34 bis 41 mm und einem Gewicht von 3 bis 8 g ist die Art allgemein kleiner als alle anderen Gattungsvertreter. Erwachsene Exemplare sind mit Schwanz 90 bis 106 mm lang, wobei der Schwanz 43 bis 58 mm einnimmt. Es sind 10 bis 17 mm lange Ohren vorhanden. Allgemein sind Männchen leicht größer als Weibchen. An den trichterförmigen und dünnen Ohren kommt ein kleiner Tragus vor. Die Augen sind auffällig klein und die Nasenöffnungen sind in die Oberlippe eingebettet. In der dicken Unterlippe befinden sich mehrere Falten. Beim Mexiko-Trichterohr ist der Schwanz vollständig in die Schwanzflughaut integriert, die Krallen sind klein und gebogen und der Fersensporn (Calcar) ist lang. Typisch sind dünne Flügel und ein Saum aus kurzen Haaren an der Schwanzflughaut. Das graue Fell der Jungtiere geht nach einiger Zeit in eine grau-olive Färbung über. Bei erwachsenen Tieren kommt oberseits braungelbes, braunoranges, kastanienbraunes bis rotes Fell vor. Auf der Unterseite sind die Haare deutlich heller bis weißlich. Abhängig vom Exemplar und der Körperstelle können Haare zwei oder drei unterschiedliche Farbabschnitte besitzen.
Die Zahnformel lautet I 2/3, C 1/1, P 3/3, M 3/3, was 38 Zähne im Gebiss ergibt.

## Verbreitung
Diese Fledermaus bewohnt fast gesamt Mexiko und erreicht im Süden andere mittelamerikanische Staaten bis Panama. Sie hält sich im Flachland, auf Hochebenen und in Gebirgen bis 2400 Meter Höhe auf. Die Art kommt auf kleineren Inseln in der Karibik und im Pazifischen Ozean in Festlandnähe vor. Als Habitat dienen trockene oder feuchte Wälder, die immergrün oder laubabwerfend sein können.

## Lebensweise
Das Mexiko-Trichterohr ruht am Tage in feuchten Höhlen oder verlassenen Bergwerken und bildet dort kleinere Gruppen mit etwa 30 Mitgliedern oder große Kolonien mit 1000 bis 5000 Exemplaren. Selten schlafen einige Individuen in Baumhöhlen. Die größten Kolonien bilden Weibchen vor der Geburt der Nachkommen. Die ersten Tiere der Gruppe beginnen ihre Nahrungssuche 20 bis 30 Minuten nach dem Sonnenuntergang, wobei die meisten Mitglieder zwei Stunden später aktiv sind. Der langsame Flug mit vielen Wendungen erfolgt mit einer Geschwindigkeit von 0,9 bis 4,7 m/s. Die Exemplare fliegen meist bis zu 3,5 Meter über dem Grund oder selten 5 Meter.  Sie nutzen meist Schneisen und Waldränder, während sie offene Landschaften meiden. Manchmal werden Teiche und andere Wasserstellen zum Trinken besucht, obwohl die Art kein Schwimmer ist. Die kurzen Rufe zur Echoortung erreichen ihre höchste Intensität bei 100 bis 130 kHz. Je nach Verbreitung teilt die Art ihr Versteck mit etwa 60 anderen Fledermausarten.
Im Gegensatz zu vielen anderen Fledermäusen besteht die Hauptnahrung nicht aus Insekten, sondern aus Spinnen. Zusätzlich werden Käfer, Schmetterlinge und Zweiflügler gefressen. Die Beute ist meist 2 bis 7 mm lang. Das größte gefangene Tier war ein Gecko der Art Phyllodactylus lanei.
Je Kolonie findet die Paarung zwischen Dezember und Februar synchron statt. Nach fünf Monaten Trächtigkeit wird im Juli ein Jungtier geboren. Die Nachkommen können nach etwa sieben Tagen in der Höhle bis zu zwei Meter weite Flüge ausführen. Sie bilden kleine Kindergruppen, wenn die Mütter auf Nahrungssuche sind. Nach etwa 55 Tagen verlassen die Tiere erstmals das Versteck. Die ältesten Exemplare lebten 5 bis 7 Jahre.
Häufig fällt das Mexiko-Trichterohr Schlangen, Raubvögeln, Katzen und Opossums zum Opfer. Herabgefallene Jungtiere wurden von Nagetieren und Landkrabben der Gattung Gecarcinus gefressen.

## Gefährdung
Störungen am Ruheplatz wirken sich negativ auf den Bestand aus. Die IUCN listet das Mexiko-Trichterohr aufgrund einer stabilen Gesamtpopulation als nicht gefährdet (least concern).